# Pagano
Pagano – stacja metra w Mediolanie, na linii M1, która rozwidla się tutaj na dwie części. Znajduje się na via Mario Paga, w Mediolanie i zlokalizowana jest pomiędzy stacjami Conciliazione, Buonarroti i Wagner. Została otwarta w 1964.